# Cumbitara
Cumbitara è un comune della Colombia facente parte del dipartimento di Nariño.
Il centro abitato venne fondato da Custodio, Lorenzo e Lazaro Canamejoy e da Mateo, Angelita e María Botina nel 1897, mentre l'istituzione del comune è del 21 novembre 1968.